# Luis Palés Matos
Luis Palés Matos (n. 20 martie 1898, Guayama - d. 23 februarie 1959) este un poet portorican. Este considerat cel mai mare poet din Porto Rico. Este primul dintre cei care au cultivat așa-zisa poezie afroamericană sau neagră așa cum a fost Nicolás Guillén în Cuba. Luis Palés Matos a fost profesor rural. A publicat primul volum la 16 ani, dar cariera sa poetică a început cu adevărat din 1925.

## Opere
- 1915: „Azalee. Poezii” (Azaleas. Poesías)
- 1925: „Cântece de la jumătatea vieții” (Canciones de la vida media)
- 1937: Tutun de pasa y griferia
- 1915-56: Poesías